# 210444 Frithjof
210444 Frithjof este un asteroid din centura principală de asteroizi.

## Descriere
210444 Frithjof este un asteroid din centura principală de asteroizi. A fost descoperit pe 16 ianuarie 2009 la Calar Alto de Felix Hormuth. Asteroidul prezintă o orbită caracterizată de o semiaxă mare de 2,33 ua, o excentricitate de 0,16 și o înclinație de 2,1° în raport cu ecliptica.